# Гражданская улица (Коломна)
Гражда́нская улица — улица в районе Старая Коломна города Коломны. Проходит параллельно улице Октябрьской революции от Советской площади до берега Коломенки, пересекает Пионерскую, Уманскую, Комсомольскую, Яна Грунта, III Интернационала, Ивановскую и Гранатную улицы.

## Происхождение названия

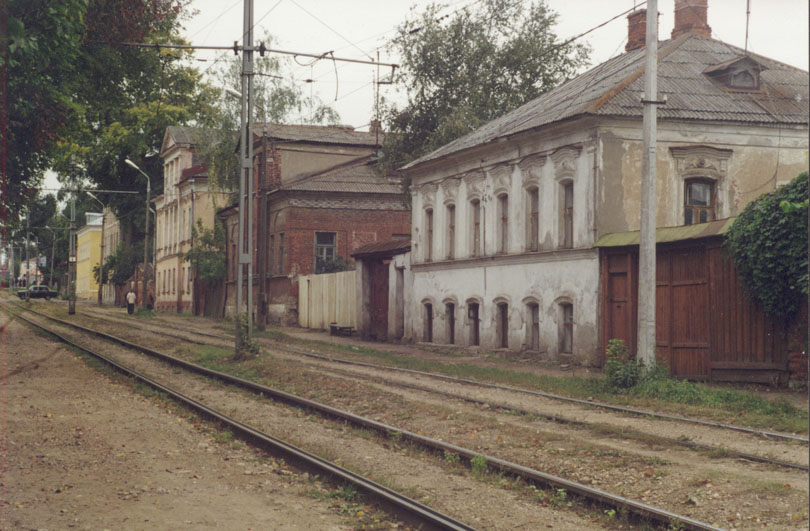
Гражданская улица, дома 98—102

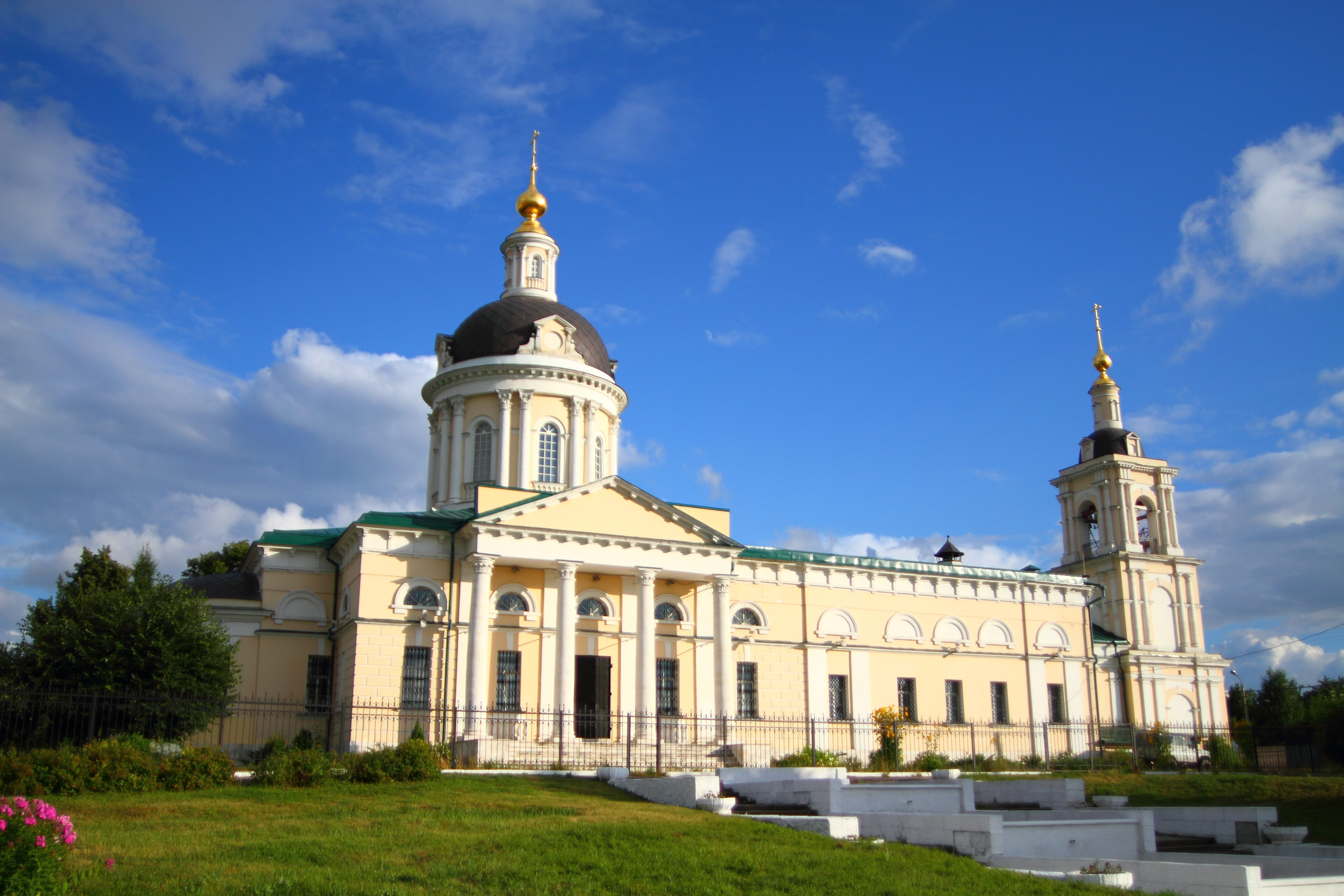
Церковь Михаила Архангела

Названа в октябре 1921 года в честь советского гражданства. Ранее называлась Поповская по фамилии некого домовладельца Попова, или потому что на улице жили священники (попы).

## История
Улица возникла в конце XVIII века в результате застройки этой части города по «регулярному» плану, утверждённому в 1784 году. В 1948 году по улице провели трамвайную линию.

## Примечательные здания и сооружения
По нечётной стороне:
- № 61/5 — Жилой дом (1840-е годы)
- № 71 — Церковь Михаила Архангела (конец XVIII века, перестроена в 1823—1825 годах). До недавнего времени в здании церкви находился краеведческий музей.

По чётной стороне:
- № 88 — Жилой дом с мезонином первой четверти XIX века
- № 98 — Жилой дом с мезонином 1830-х годов («Дом Зимина»)
- № 102 — Жилой дом с мезонином первой трети XIX века
- № 106 — «Усадьба Шапошникова» (1800-е годы)
- № 110 — Присутственные места (конец XVIII века, перестройка в 1860 году)
- № 112 — Тюрьма (1859—1861 годы, проект К. В. Гриневского)

## Транспорт
По улице следуют трамваи 1, 3, 7, 9: остановки «Пионерская улица», «Комсомольская улица», «Площадь Двух Революций», «Дворец спорта».